# Crissiumal
Crissiumal, amtlich portugiesisch Município de Crissiumal, ist eine brasilianische Gemeinde im Bundesstaat Rio Grande do Sul. Zum 1. Juli 2019 wurde die Bevölkerungszahl auf 13.448 Einwohner geschätzt, die auf einer Gemeindefläche von rund 363,6 km² leben und Crissiumalenser (crissiumalenses) genannt werden. Die Gemeinde steht an 127. Stelle der 497 Munizips des Bundesstaates.
Die Gemeinde ist bekannt als „das Land der Torwarte“, da sie die Heimat vieler Torwarte ist.
Crissiumal ist eine der größten Milchproduzenten-Regionen in Brasilien. Täglich werden hier etwa 70.000 Liter Milch produziert.

## Minderheitensprache
- Riograndenser Hunsrückisch